# Leptogaster globopyga
Leptogaster globopyga är en tvåvingeart som beskrevs av Hull 1967. Leptogaster globopyga ingår i släktet Leptogaster och familjen rovflugor. Inga underarter finns listade i Catalogue of Life.